# Robert Vicent Daniels
Robert Vincent Daniels (Boston, Massachusetts, 1926. január 4. – 2010. március 28.) amerikai történész, egyetemi tanár.

## Pályája
1943-ban, a középiskola elvégzése után az Egyesült Államok haditengerészeténél teljesített szolgálatot. 1946-ban BA fokozatot szerzett közgazdaságtanból, majd MA-t és Ph.D.-t történelemből. Először a vermonti Bennington College-ben, majd az Indianai Egyetemen tanított, Bloomingtonban. 1956-tól kezdve a Vermonti Egyetemen tanított, 1988-tól professzor emeritusi minőségben. Hosszú egyetemi pályafutása alatt többször tanszékvezető, és különböző kutatási csoportok vezetője volt. Aktív szerepet vállalt a Demokrata Pártban, melynek képviselőjeként beválasztották a vermonti Szenátusba is, ahol 1973 és 1982 között tevékenykedett. 

## Írásai
Lev Trockijról szóló doktori disszertációjának kibővített változata 1960-ban jelent meg A forradalom lelkiismerete (The Conscience of Revolution) címmel. Több tucat könyve közül a legfontosabbak A forradalom lelkiismerete, valamint Az 1917-es bolsevik forradalom (1967) című kötetek, melyekben azt a folyamatot vizsgálja, hogy az eredetileg többpólusú bolsevik pártot hogyan gyűrte maga alá először Lenin, majd Sztálin diktatórikus személyisége. Így értik az oroszok című írása a Szabadság/Harcosok – hidegháborús írások című kötetben jelent meg magyar nyelven 2015 tavaszán.